# دختر بافنده
دختر بافنده (به فرانسوی: La Couseuse) یک نقاشی رنگ روغن اثر هنرمند قرن نوزدهمی فرانسوی ویلیام آدولف بوگرو است. این نقاشی هم‌اکنون در موزه هنر جوسلین در اوماها قرار دارد.